# Todd Howarth
Todd Howarth (* 25. Januar 1982 in Perth) ist ein australischer Fußballspieler.

## Karriere
Howarth gehörte 1999 und 2000 zur australischen Schülernationalmannschaft und begann, aus der Jugend des Bayswater City SC kommend, 2000 in der Premier League von Western Australia für Perth SC zu spielen. Obwohl wiederholt als bester Spieler der Liga auf der linken Außenbahn bezeichnet und Leistungsträger in den Auswahlteams des Bundesstaates Western Australia, gelang ihm anders als vielen seinen Mitspielern bei Perth, darunter Jamie Coyne, Robert Gaspar und Nik Mrdja, nicht der Sprung in die National Soccer League. Probetrainings bei Perth Glory (2001) und Adelaide City Force (2002) blieben für den technisch starken und ballsicheren Spieler erfolglos.
Anfang 2005 ging Howarth für zwei Jahre nach England, und war dort fußballerisch nur gelegentlich in Sunday Leagues aktiv. Nach seiner Rückkehr spielte er weiterhin für Perth SC; 2009 wurde er zum Mannschaftskapitän ernannt. Insgesamt gewann er mit dem Perth SC drei Ligameisterschaften (2002, 2003, 2009), fünf Mal den Champion-of-Champions-Wettbewerb (2000, 2001, 2002, 2003, 2008) und sechs Mal die Night Series (2001, 2002, 2004, 2007, 2008, 2009). Mitte 2009 trainierte er erneut mit Perth Glory und Trainer David Mitchell bot ihm schließlich einen einjährigen Profivertrag an, den Howarth, ohne zu zögern, annahm und seinen Beruf als Bankangestellter dafür aufgab.
Howarth, obwohl bereits 27 Jahre alt in seiner Debütsaison als Profi, etablierte sich schon nach kurzer Zeit als Stammspieler und erreichte mit Perth Glory im fünften Anlauf erstmals die Meisterschafts-Play-offs der A-League. Am Saisonende hatte Howarth 25 von 27 Ligaspielen bestritten und zwei Treffer erzielt und erhielt einen neuen Vertrag.